# Sportverein Dessau 1905
L'SV Dessau 05 è una società calcistica tedesca di Dessau, Sassonia-Anhalt. Attualmente milita in Verbandsliga Sachsen-Anhalt, un girone della sesta serie del calcio tedesco.

## Storia
Il club fu fondato nel 1905 come FC Adler e nell'ottobre dello stesso anno si unì al Jugendvereins zu St. Johannis, squadra dell'oratorio, per formare il Dessauer FC. Nel febbraio 1919, si fuse con lo Sportlichen Vereinigung BAMAG Dessau per creare il VfR Dessau 1905 e due anni dopo cambiò denominazione in SV Dessau 05 subito dopo l'unione con l'SpVgg Dessau.
Nel 1935 il Dessau fu invitato a giocare in Gauliga Mitte, una delle sedici massime divisioni create dal Terzo Reich. La squadra si impose subito come una delle più forti del suo girone, vincendolo dal 1937 al 1939, 1942 al 1944 e finendo seconda nel biennio 1940-1941. Riuscì solo una volta ad attraversare il turno preliminare del campionato Nazionale. L'unico risultato degno di nota in Tschammerpokal (l'odierna Coppa di Germania) del Dessau fu il raggiungimento dei quarti di finale nel 1941.
Dopo la fine della Seconda guerra mondiale il Dessau, come tutte le altre associazioni, fu dissolto dalle autorità alleate e fu ricreato nel 1945 con il nome di Blau-Weiss Dessau. Il club andò in seguito incontro a vari cambiamenti di denominazione, come era solito nella Repubblica democratica tedesca: Sport-Union Dessau (1947), SG Dessau-Nord (1948), BSG Waggonbau Dessau (1949); BSG Waggonfabrik Dessau (agosto 1949) e BSG Motor Dessau (febbraio 1950). Fu come BSG Waggonbau Dessau che la squadra vinse la sua prima e unica FDGB Pokal, battendo in finale il Gera-Süd per 1-0.
Dal 1949 al 1954 il Dessau militò sempre in DDR-Oberliga e il miglior risultato che ottenne fu un terzo posto nella stagione 1949-1950. Successivamente militò in DDR-Liga (II), fino a retrocedere nel 1967 in Bezirksliga Halle (III), serie dove giocò fino all'inizio degli anni ottanta. Nel 1989 la società assunse il nome di SV Waggonbau Dessau e nel 1995 riprese la denominazione attuale.
Nell'ultimo decennio la compagine ha sempre militato tra la NOFV-Oberliga e la Verbandsliga Sachsen-Anhalt, dove tuttora milita.

## Palmarès

### Competizioni nazionali
- Coppa della Germania Est: 1

1949

### Altri piazzamenti
- Campionato tedesco orientale:

Terzo posto: 1949-1950

## Allenatori celebri
- Walter Fritzsch